# Armata Brancaleone Ice Sledge Hockey Lombardia
L'Armata Brancaleone Ice Sledge Hockey Lombardia, spesso indicata brevemente come Armata Brancaleone Varese o Armata Brancaleone è una squadra di hockey su slittino italiana. Rappresentativa regionale della Lombardia, viene gestita dalla polisportiva POLHA Varese, in collaborazione con altre due polisportive, OSHa Como e POP'84 Milano.
È la terza squadra di hockey su slittino ad essere nata in Italia, dopo i Tori Seduti Torino e le South-Tyrol Eagles, nel dicembre del 2003. Ha partecipato a tutte le edizioni del Campionato italiano di hockey su slittino fin dalla prima, nel 2005.
A causa del ridotto numero di tesserati, nella stagione 2021-2022 si è unita alla selezione piemontese dei Tori Seduti Torino, per dare vita al Western Para Ice Hockey Team. Le due squadre sono tornate autonome dalla stagione successiva.